# 占士·史葛·班尼狄
占士·史葛·班尼狄（英語：James Scott Benedict，1961年2月1日—）是職業棒球投手、教練、星探和前台行政人員。他現時效力於美國職業棒球大聯盟的芝加哥小熊。他還曾在美國職業棒球大聯盟效力於德州遊騎兵、蒙特利爾博覽會、洛杉矶道奇、紐約洋基、克里夫蘭印地安人、匹茲堡海盜、邁阿密馬林魚。

## 外部連結
- 球員資訊和成績在Baseball Reference (Minors) ，The Baseball Cube （英文）
- 占士·史葛·班尼狄在The Baseball Cube上的資料